# バーバラ・フーザル＝ポリ
バーバラ・フーザル＝ポリ（イタリア語: Barbara Fusar-Poli、1972年2月6日 - ）は、イタリア出身のフィギュアスケート選手。2002年ソルトレークシティオリンピックアイスダンス銅メダリスト。2001年世界フィギュアスケート選手権アイスダンスチャンピオン。パートナーはマウリツィオ・マルガリオなど。

## 経歴
- セスト・サン・ジョヴァンニに生まれ、10歳ころにスケートを始めた。当初はマッテオ・ボンファ、アルベルト・レアーニとカップルを組んでいたが、1994-95年シーズンからマウリツィオ・マルガリオと組む。
- 2000-2001年シーズン、グランプリファイナル優勝。ヨーロッパフィギュアスケート選手権も制し、2001年世界フィギュアスケート選手権ではイタリア人選手として初めて優勝を果たした。
- 2002年ソルトレイクシティオリンピックでイタリア人選手として初めてのメダルとなる銅メダルを獲得。
- ソルトレイクシティオリンピック後にアマチュアを引退し、プロに転向。
- 2005-2006年シーズン、地元開催のトリノオリンピックを目指しアマチュアに復帰。イタリア代表としてオリンピック出場を勝ち取った。オリンピックではコンパルソリーダンスで首位に立つも、オリジナルダンスでの転倒が響き6位に終わった。
- トリノオリンピック後に再度引退。現在はプロとして活動している。

## 主な戦績
| 大会/年            | 1994-95 | 1995-96 | 1996-97 | 1997-98 | 1998-99 | 1999-00 | 2000-01 | 2001-02 | 2005-06 |
| ------------------ | ------- | ------- | ------- | ------- | ------- | ------- | ------- | ------- | ------- |
| オリンピック       |         |         |         | 6       |         |         |         | 3       | 6       |
| 世界選手権         |         | 10      | 9       | 5       | 5       | 2       | 1       |         |         |
| 欧州選手権         | 10      | 8       | 7       | 5       | 4       | 2       | 1       | 2       |         |
| イタリア選手権     | 1       | 1       | 1       | 1       | 1       | 1       | 1       | 1       | 1       |
| GPファイナル       |         |         |         | 5       | 5       | 2       | 1       | 4       |         |
| GPロシア杯         |         |         |         |         |         | 1       | 1       | 1       |         |
| GPスパルカッセン杯 |         |         |         |         |         |         | 1       | 1       |         |
| GPスケートアメリカ |         |         |         | 2       | 3       | 1       | 1       |         |         |
| GPエリック杯       |         |         |         |         | 2       | 2       |         |         |         |
| GP NHK杯           |         |         | 5       | 3       |         |         |         |         |         |
| GPスケートカナダ   |         | 7       | 3       |         |         |         |         |         |         |
| シェーファー記念   | 3       |         |         |         |         |         |         |         |         |